# Elatostema minutiflorum
Elatostema minutiflorum es una especie de planta del género Elatostema, perteneciente a la familia Urticaceae.

## Taxonomía
Elatostema minutiflorum fue descrita por Hubert J.P. Winkler en 1924.

## Distribución
Se encuentra en el territorio de Nueva Guinea.